# Уклейки
Укле́йки (лат. Alburnus) — род рыб семейства карповых.

## Описание
Пресноводные стайные рыбы, с удлинённым телом. Глоточные зубы в два ряда, крючкообразные. У спинного плавника шип отсутствует, в анальном плавнике больше 13 лучей. За брюшными плавниками расположен киль. Чешуя легко отделяется.
Населяют водоёмы Евразии.
Наиболее известен и широко распространён вид обыкновенная уклейка (Alburnus alburnus), у которого выделяют около 10 подвидов.

## Список видов
В состав рода включают 45 видов.
- †Alburnus akili Battalgil, 1942
- Alburnus albidus (Costa, 1838)
- Alburnus alborella (De Filippi, 1844)
- Alburnus alburnus (Linnaeus, 1758) — уклейка, или обыкновенная уклейка
- Alburnus atropatenae Berg, 1925
- Alburnus baliki Bogutskaya, Kucuk et Unlu, 2000
- Alburnus belvica Karaman, 1924
- Alburnus caeruleus Heckel, 1843
- Alburnus chalcoides (Güldenstädt, 1772) — шемая, или обыкновенная шемая
- Alburnus doriae De Filippi, 1865
- Alburnus escherichii Steindachner, 1897
- Alburnus filippii Kessler, 1877 — куринская уклейка
- Alburnus heckeli Battalgil, 1943
- Alburnus hohenackeri Kessler, 1877
- Alburnus mossulensis Heckel, 1843
- Alburnus nasreddini Battalgil, 1943
- Alburnus mento (Heckel, 1836) — Азово-черноморская шемая
- Alburnus orontis Sauvage, 1882
- Alburnus qalilus Krupp, 1992
- Alburnus sellal Heckel, 1843
- Alburnus schischkovi (Drensky, 1943)
- Alburnus tarichi (Güldenstädt in Pallas, 1814) — Тарех